# Przemiarowo (gromada)
Przemiarowo (od 31 XII 1959 Kleszewo / od 1 I 1960 Pułtusk) – dawna gromada, czyli najmniejsza jednostka podziału terytorialnego Polskiej Rzeczypospolitej Ludowej w latach 1954–1972.
Gromady, z gromadzkimi radami narodowymi (GRN) jako organami władzy najniższego stopnia na wsi, funkcjonowały od reformy reorganizującej administrację wiejską przeprowadzonej jesienią 1954 do momentu ich zniesienia z dniem 1 stycznia 1973, tym samym wypierając organizację gminną w latach 1954–1972.
Gromadę Przemiarowo z siedzibą GRN w Przemiarowie utworzono – jako jedną z 8759 gromad na obszarze Polski – w powiecie pułtuskim w woj. warszawskim, na mocy uchwały nr VI/10/17/54 WRN w Warszawie z dnia 5 października 1954. W skład jednostki weszły obszary dotychczasowych gromad Białowieża, Głodowo, Olszak, Przemiarowo, Trzciniec i Zakręt ze zniesionej gminy Kleszewo w tymże powiecie. Dla gromady ustalono 13 członków gromadzkiej rady narodowej.
31 grudnia 1959 gromadę Przemiarowo zniesiono przenosząc siedzibę GRN z Przemiarowa do Pułtuska i zmieniając nazwę jednostki na gromada Kleszewo. 1 stycznia 1960 gromadę Przemiarowo zniesiono przenosząc siedzibę GRN ze Strachówka do Pułtuska i zmieniając nazwę jednostki na gromada Pułtusk.